# فرا سیمونه دا کارنولی
فرا سیمونه دا کارنولی (به ایتالیایی: Fra Simone da Carnuli) نقاش سدهٔ ۱۵ میلادی بود. او اهل جنوا بود. کارنولی یک فرانسیسکویی بود او چندین تصویر از خانقاهش کشیده بود که تاریخ آن ۱۵۱۹ بود در این تصاویر، شام آخر و وعظ‌های آنتونیوی پادوا به تصویر کشیده شده بود. همچنین او طرح‌هایی با موضوع معماری و نمای دید پرنده که یک پرنده از آسمان چه می‌بیند، هم می‌کشید.